# Manuel Mejía Vallejo
Manuel Mejía Vallejo (Jericó, 23 aprile 1923 – El Retiro, 23 luglio 1998) è stato uno scrittore, giornalista e poeta colombiano, ha vinto il premio Nadal nel 1963 e il premio Rómulo Gallegos nel 1989.

## Biografia
Nasce a Jericó, nel dipartimento di Antioquia (Colombia), il 23 aprile, data simbolica per la letteratura.

A 22 anni scrive il suo primo romanzo intitolato La tierra éramos nosotros; la sua lettura suscita una grande impressione nel gruppo dei Los Panidas coordinato da León de Greiff tanto che questi ne favorisce la pubblicazione nel 1945.

La Violencia lo costringe all'esilio nel 1949; lavora come giornalista in Venezuela, Guatemala e Salvador; rientra in Colombia nel 1957.

Per molti anni, Mejía Vallejo è professore di Letteratura all'Università Nazionale della Colombia, sezione di Medellín. L'Università Nazionale gli conferisce la laurea honoris causa nel 1985.

Muore a El Retiro, nel dipartimento di Antioquia.

## Opera letteraria
Per Luis Carlos Molina, Manuel Mejía Vallejo «rappresenta la versione andina della narrativa colombiana contemporanea, caratterizzata da un mondo di simboli che si vanno perdendo nella memoria della montagna».

Mejía Vallejo ha creato il villaggio di Balandú, circondato dalla Cordigliera, che rappresenta un microcosmo della provincia colombiana e in particolare della cultura Paisa.

Nel 1963 gli viene assegnato il premio Eugenio Nadal per il romanzo El día señalado, primo scrittore latino-americano ad ottenerlo.

Nel 1989 gli viene conferito il premio Rómulo Gallegos per il romanzo La casa de las dos palmas.
A questo romanzo si è ispirata una omonima telenovela trasmessa da una TV colombiana nel 1990-1991.

### Romanzi
- La tierra éramos nosotros (1945)
- Al pie de la ciudad (1958)
- El día señalado (1964)
- Aire de tango (1973)
- Las muertes ajenas (1979)
- Tarde de verano (1981)
- Y el mundo sigue andando (1984)
- La sombra de tu paso (1987)
- La casa de las dos palmas (1988)
- Los abuelos de la cara blanca (1991)

### Novelle
- Tiempo de sequía (1957)
- Cielo cerrado (1963)
- Cuentos de zona tórrida (1967)
- Las noches de las vigilias (1975)
- Otras historias de Balandú (1990)
- Sombras contra el muro (1993)
- La venganza y otros relatos (1995)

### Poesie
- Prácticas para el olvido (1977)
- El viento lo dijo (1981)
- Memoria del olvido (1990)
- Soledumbres (1990)